# V455 Andromedae
Désignations
V455 Andromedae (V455 And) est une nova naine de la constellation d'Andromède. Elle a une magnitude apparente qui varie de 8,5 à 16,5.

## Système
Lorsqu'elle a été découverte en 2003, pendant la phase de repos, V455 Andromedae a été classée comme une variable cataclysmique, car son spectre est similaire à celui de U Geminorum. Elle est donc une étoile binaire dont la naine primaire est une naine blanche qui accrète de la matière de l'« étoile donneuse » (étoile secondaire). La période de rotation de la naine blanche, légèrement inférieure à 68 secondes, est plus courte que la période orbitale, de sorte que la naine blanche doit posséder un champ magnétique canalisant la matière du disque d'accrétion vers les pôles de la naine blanche. Cela qualifie V455 Andromedae comme une variable cataclysmique de type polaire intermédiaire. On s'attent que la période de rotation se raccoucisse avec le temps, mais à ce jour, seules les limites supérieures de sa tendance à la baisse ont été déterminées.
La masse de l'étoile secondaire ne possède que 0,07 M☉. Cette faible masse rend V455 Andromedae similaire aux novas naines WZ Sagittae (en), qui devraient avoir une longue période entre les éruptions.

## Variabilité
Les éclipses dans la courbe de lumière de V455 Andromedae ont révélé la nature binaire de cette étoile et sa période orbitale. Un seul événement d'éruption a été observé jusqu'à présent. En 2007, elle avait une magnitude 8. Une telle augmentation de la luminosité implique qu'il s'agissait d'une super-bosse, et V455 Andromedae est donc une nova naine de type SU Ursae Majoris (en). Des super-bosses ont été observées lors de l'explosion.
Des super-bosses ont également été signalées pendant la quiescence, connues sous le nom de super-bosses permanentes. Une super-bosse positive de 83,83 minutes a été observée entre 2000 et 2003, tandis que des super-bosses négatives de 80,376 minutes ont été observées en 2013 et 2014. C'est la première fois que des super-bosses négatives ont été détectées dans des novas naines de type WZ Sagittae (en) pendant la quiescence.
V455 Andromedae montre des variations spectroscopiques dans ses profits de raies avec une période de 3,5 heures. Il s'agit de la période de précession d'un disque d'accrétion déformé, peut-être une précession rétrograde.
La naine blanche primaire pulse radialement avec des périodes d'environ cinq ou six minutes,. Celles-ci sont considérées comme incohérentes, ou peut-être comme constituées de trop de périodes différentes pour être analysées,. D'autres oscillations de luminosité sont observées avec une période de 67,28 secondes.
La luminosité s'estompe progressivement depuis 2008, principalement en raison du refroidissement progressif de la naine blanche et du point chaud sur le disque d'accrétion et/ou plus bas transfert de masse, jusqu'à ce qu'un niveau d'équilibre soit atteint.